# 孔静民
孔静民（？—？），会稽山阴人，孔子二十七代孙，孔严之子，東晉散骑侍郎，后与兄弟孔道民、孔福民都被孙恩所害。